# Otto Stolz
Otto Stolz (3 juillet 1842 – 23 novembre 1905) est un mathématicien autrichien connu pour ses travaux en analyse mathématique et sur les nombres infinitésimaux.

## Biographie
Otto Stolz naît le 3 juillet 1842 à Hall en Tyrol dans la province du Tyrol en Autriche. Sa mère est Aloisia Rapp, fille de Joseph Rapp, auteur du Tyrol en 1809 (année de la rébellion du Tyrol). Son père est le directeur d'un asile psychiatrique. Il aura comme frère le philologue Friedrich Stolz.
Il poursuit ses études à Innsbruck en 1860 (il y est membre de l'association étudiante Corps Rhaetia) et, à partir de 1863, à Vienne, où il reçoit son habilitation en 1867. Deux ans plus tard, il étudie à Berlin sous la direction de Karl Weierstrass, Ernst Kummer et Leopold Kronecker. En 1871 à Göttingen, il participe à une conférence donnée par Alfred Clebsch et Felix Klein (avec qui il entretiendra une correspondance), avant de retourner définitivement à Innsbruck comme professeur de mathématiques.
Il meurt en 1905 peu de temps après avoir fini son Introduction à la théorie des fonctions.
Au nombre de ses étudiants : Josef A. Gmeiner (1895), avec qui il collabora, et Lucius Hanni (1900).

## Contributions
Les premiers travaux de Stolz portent sur la géométrie, sujet de sa thèse. Sous l'influence de Weierstrass, il s'intéresse à l'analyse réelle, et on lui attribue plusieurs petits théorèmes utiles dans ce domaine. Par exemple, il démontre qu'une fonction continue et convexe sur un intervalle réel possède des dérivées à gauche et à droite en chaque point de l'intervalle.
En 1885, il publie le premier traité général d'analyse en allemand, prenant en compte les idées nouvelles sur les fondements de Weierstrass.

## Publications (liste partielle)

### Manuels
Gmeimer 1906, dans sa liste de travaux nous invite à mettre les manuels à part.
- Vorlesungen über allgemeine Arithmetik, Leipzig 1885–1886
- Grundzüge der Differential- und Integralrechnung, Leipzig, B. G. Teubner, 1893-99.
- (avec Josef A. Gmeiner) Theoretische Arithmetik, Leipzig, B. G. Teubner, 1902.
- (avec Josef A. Gmeiner) Einleitung in die Funktionentheorie, Leipzig, B. G. Teubner, 1905.

### Publications savantes
- B. Bolzanos Bedeutung in der Geschichte der Infinitesimalrechnung., dans Mathematische Annalen, vol. 18, 1881.

#### Articles dans les séances de l'Académie impériale des sciences de Vienne
- « Die Axen der Linien zweiter Ordnung in allgemeinen trimetrischen Punkt-Coordinaten », LV, 1867
- « Über die Kriterien zur Unterscheidung der Maxima und Minima von Functionen mehrerer Veränderlicher », LVIII, 1868
- « Bemerkung zu der Abhandlung des Herrn Professor Dr. E. Weiss « Entwicklungen zum Lagrange'schen Reversionstheorem etc. » », XCV, 1887
- « Über die Lambert'sche Reihe », XCV, 1887 — Sur la série de Lambert.
- « Zur Theorie der elliptischen Functionen », 1881–1882
- « Über Convergenz und Divergenz reinperiodischer Kettenbrüche », 1887–1888
- « Bemerkungen zur Theorie der Functionen von mehreren unabhängigen Veränderlichen », 1887–1888

#### Ailleurs
- « Über die geometrische Bedeutung der complexen Elemente der analytischen Geometrie », dans Berichte des Naturwissenschaftlich-medizinischen Vereines in Innsbruck, 17e année, 1887–1888

### Listes de travaux
- Josef A. Gmeiner, « Otto Stolz », dans Jahresbericht des deutschen mathematischen Vereinigung, vol. 15, cahier 6, Leipzig, 1906, p. 320–322

### Articles courts
- (de) Nécrologie, dans l'Almanach de l'Académie autrichienne des sciences de 1906
- (en) John J. O'Connor et Edmund F. Robertson, « Otto Stolz », sur MacTutor, université de St Andrews.
- (de) « Otto Stolz (Mathematiker) », dans Austria-Forum, dem österreichischen Wissensnetz – online
- (de) Biographie sur le site de la Maison des mathématiques
- [Gmeimer 1906] (de) Josef A. Gmeiner, « Otto Stolz », dans Jahresbericht der deutschen mathematischen Vereinigung], vol. 15, cahier 6, Leipzig, 1906, p. 309

### Publications
- (en) P. Ehrlich, « The rise of non-Archimedean mathematics and the roots of a misconception. I. The emergence of non-Archimedean systems of magnitudes », Arch. Hist. Exact Sci., vol. 60, no 1,‎ 2006, p. 1–121 (lire en ligne)

## Compléments

### Éponymie
- Le théorème de Stolz-Cesàro porte le nom de Stolz et celui du mathématicien italien Ernesto Cesàro.